# 入谷 (座間市)
入谷（いりや）は、かつて神奈川県座間市にあった町名。住居表示未実施区域で、入谷一丁目から入谷五丁目の字丁目が存在した。郵便番号は252-0024。
2019年から2020年にかけて全域で住居表示が実施され、座間市入谷は廃止されて新たに入谷東と入谷西の2つの町が設置された。

## 地理
座間市の中央部に位置する。東部は相模野台地の一部である座間丘陵、西部は相模川左岸の沖積平野となっている。
西から北にかけて座間、北東で明王、東で緑ケ丘および立野台、南東で西栗原、南で海老名市上今泉、南西で海老名市下今泉および四ツ谷とそれぞれ接していた（特記ないものは座間市）。

## 歴史

### 沿革
この地と座間市座間1・2丁目を合わせた地域が、本来の「座間」「座間村」であり、鈴鹿明神社付近の鈴鹿・長宿地区がまさしく「座間発祥の地」である。寛文年間に江戸幕府の命により、座間入谷村と座間宿村（座間市座間1・2丁目）に分村した。
- 1976年（昭和51年）11月1日 - 座間市座間入谷・座間・緑ケ丘・栗原・明王の各一部から入谷1丁目〜5丁目を設置。
- 1978年（昭和53年） - 座間市立入谷小学校開校。
- 2019年（平成31年）2月12日 - 入谷3丁目・5丁目の一部および4丁目全域小田急小田原線以東の区域で住居表示を実施。入谷東一丁目〜四丁目設置、入谷4丁目廃止。
- 2020年（令和2年）2月3日 - 残存していた入谷1丁目・2丁目・3丁目・5丁目の全域・小田急小田原線以西の区域で住居表示を実施、入谷西一丁目〜五丁目設置、座間市入谷廃止。

## 世帯数と人口
2018年（平成30年）2月1日時点の世帯数と人口は以下の通りである。
| 丁目       | 世帯数    | 人口     |
| ---------- | --------- | -------- |
| 入谷一丁目 | 1,428世帯 | 3,252人  |
| 入谷二丁目 | 390世帯   | 889人    |
| 入谷三丁目 | 1,240世帯 | 2,695人  |
| 入谷四丁目 | 2,859世帯 | 6,002人  |
| 入谷五丁目 | 2,532世帯 | 5,434人  |
| 計         | 8,449世帯 | 18,272人 |

### 人口の変遷
国勢調査による人口の推移。
| 年                 | 人口   |
| ------------------ | ------ |
| 1995年（平成7年）  | 18,404 |
| 2000年（平成12年） | 18,880 |
| 2005年（平成17年） | 18,530 |
| 2010年（平成22年） | 18,645 |
| 2015年（平成27年） | 18,123 |

### 世帯数の変遷
国勢調査による世帯数の推移。
| 年                 | 世帯数 |
| ------------------ | ------ |
| 1995年（平成7年）  | 6,811  |
| 2000年（平成12年） | 7,340  |
| 2005年（平成17年） | 7,546  |
| 2010年（平成22年） | 7,954  |
| 2015年（平成27年） | 8,239  |

## 事業所
2016年（平成28年）現在の経済センサス調査による事業所数と従業員数は以下の通りである。
| 大字       | 事業所数  | 従業員数 |
| ---------- | --------- | -------- |
| 入谷一丁目 | 107事業所 | 861人    |
| 入谷二丁目 | 10事業所  | 64人     |
| 入谷三丁目 | 62事業所  | 282人    |
| 入谷四丁目 | 130事業所 | 814人    |
| 入谷五丁目 | 184事業所 | 1,152人  |
| 計         | 493事業所 | 3,173人  |

## 交通

### 鉄道
- 小田急電鉄  小田原線
  - 座間駅

- 東日本旅客鉄道 相模線
  - 入谷駅

### 道路
- 神奈川県道42号藤沢座間厚木線
- 東京都道・神奈川県道51号町田厚木線

## 施設
- 神奈川県立座間高等学校
- 座間市立入谷小学校
- 神奈川県立座間支援学校
- 鈴鹿幼稚園
- 座間警察署
- 座間駅前郵便局
- 横浜銀行 座間駅前支店
- 座間谷戸山公園
  - 三峰神社（鈴鹿明神社の元境内社）
- 妙法山持寶院星谷寺 – 真言宗大覚寺派（古義真言宗）
- 休息山遠光院圓教寺 – 日蓮宗
  - 番神堂
- 座間山心岩寺 – 臨済宗建長寺派
- 恵光寺 – 浄土真宗本願寺派[15]
- 水上山龍源院 – 曹洞宗[16]
- 鈴鹿明神社（鈴鹿大明神）
- 皆原金毘羅神社（鈴鹿明神社の兼務社）
- 梨の木坂横穴墓群
- 神井戸湧水